# Равена (Мичиген)
Равена (енгл. Ravenna) град је у америчкој савезној држави Мичиген.

## Демографија
По попису из 2010. године број становника је 1.219, што је 13 (1,1%) становника више него 2000. године.
| Група             | 2000.         | 2010.         |
| Белци             | 1.168 (96,8%) | 1.116 (91,6%) |
| Афроамериканци    | 0 (0,0%)      | 3 (0,2%)      |
| Азијати           | 1 (0,1%)      | 0 (0,0%)      |
| Хиспаноамериканци | 21 (1,7%)     | 78 (6,4%)     |
| Укупно            | 1.206         | 1.219         |